# Orval sur Sienne
Orval sur Sienne est, depuis le 1er janvier 2016, une commune nouvelle française située dans le département de la Manche en région Normandie, peuplée de 1 222 habitants. Elle est créée le par la fusion de deux communes, sous le régime juridique des communes nouvelles. Les communes de Montchaton et Orval deviennent des communes déléguées.

## Géographie

### Hydrographie
La commune est située dans le bassin Seine-Normandie. Elle est drainée par la Sienne, la Soulles, le ruisseau de Malfiance, un bras de la Soulles, le cours d'eau 01 de Claids, le cours d'eau 01 de l'Argences, le fossé 01 de Saint-Pierre-de-Coutances, le ruisseau de Beaudebec, le ruisseau du Coisel, la Sienne et un autre petit cours d'eau,.
La Sienne, d'une longueur de 93 km, prend sa source dans la commune de Noues de Sienne et se jette  dans le golfe de Saint-Malo en limite de Agon-Coutainville et de Regnéville-sur-Mer, après avoir traversé 21 communes. 
La Soulles, d'une longueur de 52 km, prend sa source dans la commune de Percy-en-Normandie et se jette  dans la Sienne à Heugueville-sur-Sienne, après avoir traversé 19 communes. Les caractéristiques hydrologiques de la Soulles sont données par la station hydrologique située sur la commune de Saint-Pierre-de-Coutances. Le débit moyen mensuel est de 2,5 m3/s. Le débit moyen journalier maximum est de 39,4 m3/s, atteint lors de la crue du 26 janvier 1995. Le débit instantané maximal est quant à lui de 41,7 m3/s, atteint le même jour.

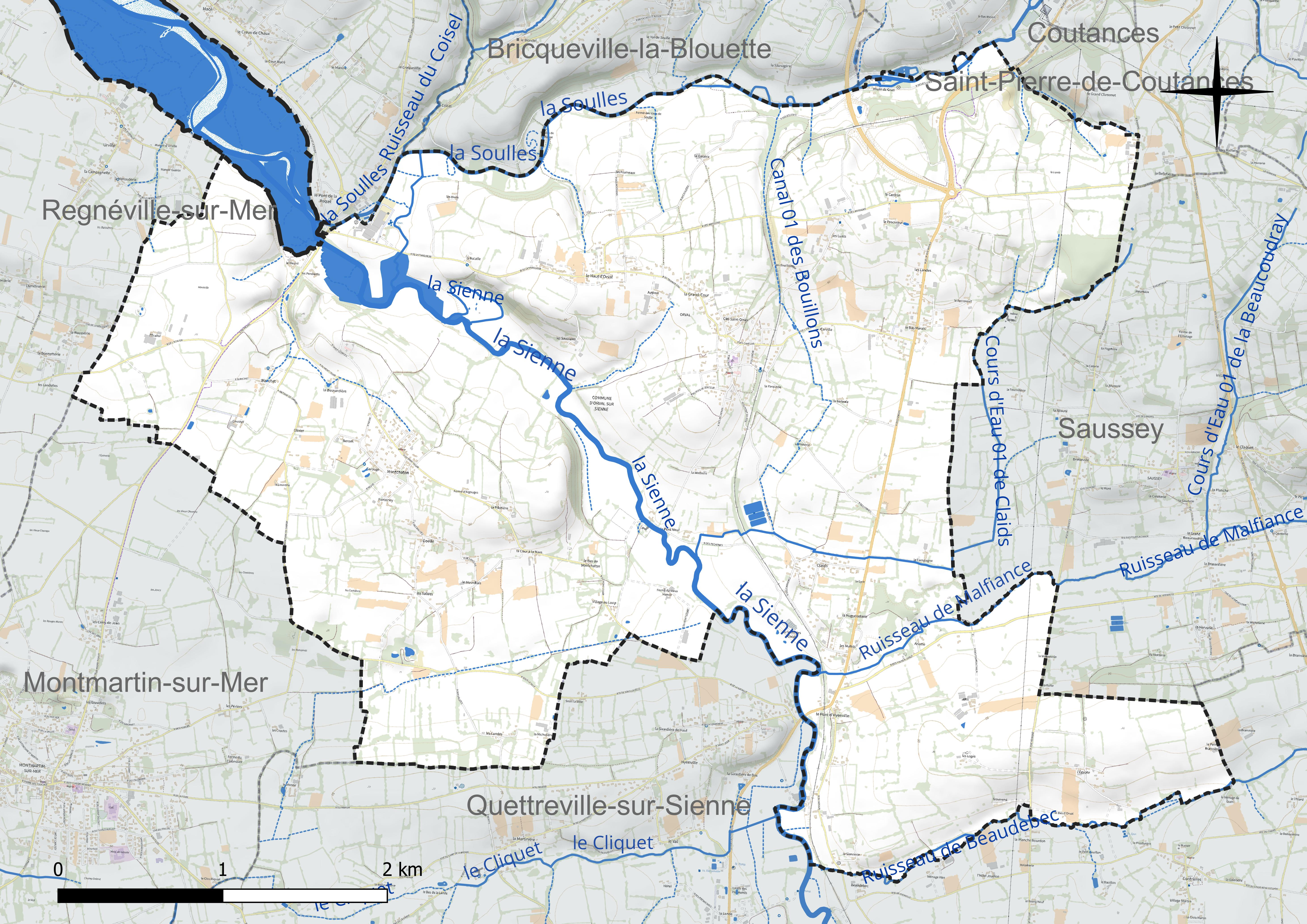
Réseau hydrographique d'Orval sur Sienne.

### Climat
Pour des articles plus généraux, voir Climat de la Normandie et Climat de la Manche.
En 2010, le climat de la commune est de type climat océanique franc, selon une étude du CNRS s'appuyant sur une série de données couvrant la période 1971-2000. En 2020, Météo-France publie une typologie des climats de la France métropolitaine dans laquelle la commune est exposée à un climat océanique et est dans la région climatique Normandie (Cotentin, Orne), caractérisée par une pluviométrie relativement élevée (850 mm/a) et un été frais (15,5 °C) et venté. Parallèlement le GIEC normand, un groupe régional d’experts sur le climat, différencie quant à lui, dans une étude de 2020, trois grands types de climats pour la région Normandie, nuancés à une échelle plus fine par les facteurs géographiques locaux. La commune est, selon ce zonage, exposée à un « climat maritime », correspondant au Cotentin et à l'ouest du département de la Manche, frais, humide et pluvieux, où les contrastes pluviométrique et thermique sont parfois très prononcés en quelques kilomètres quand le relief est marqué.
Pour la période 1971-2000, la température annuelle moyenne est de 11 °C, avec une amplitude thermique annuelle de 11,5 °C. Le cumul annuel moyen de précipitations est de 964 mm, avec 14,4 jours de précipitations en janvier et 8,8 jours en juillet. Pour la période 1991-2020, la température moyenne annuelle observée sur la station météorologique la plus proche, située sur la commune de Coutances à 4 km à vol d'oiseau, est de 11,7 °C et le cumul annuel moyen de précipitations est de 1 092,8 mm,. Pour l'avenir, les paramètres climatiques de la commune estimés pour 2050 selon différents scénarios d’émission de gaz à effet de serre sont consultables sur un site dédié publié par Météo-France en novembre 2022.

## Urbanisme

### Typologie
Au 1er janvier 2024, Orval sur Sienne est catégorisée commune rurale à habitat dispersé, selon la nouvelle grille communale de densité à sept niveaux définie par l'Insee en 2022.
Elle est située hors unité urbaine. Par ailleurs la commune fait partie de l'aire d'attraction de Coutances, dont elle est une commune de la couronne,. Cette aire, qui regroupe 37 communes, est catégorisée dans les aires de moins de 50 000 habitants,.
La commune, bordée par l'estuaire de la Douve, est également une commune littorale au sens de la loi du 3 janvier 1986, dite loi littoral. Des dispositions spécifiques d’urbanisme s’y appliquent dès lors afin de préserver les espaces naturels, les sites, les paysages et l’équilibre écologique du littoral, tel le principe d'inconstructibilité, en dehors des espaces urbanisés, sur la bande littorale des 100 mètres, ou plus si le plan local d’urbanisme le prévoit.

## Toponymie
Le nom est composé d'Orval, l'une des deux communes déléguées d'origine avec comme locatif le nom du fleuve côtier la Sienne. Cet ajout permet dorénavant de lever une homonymie avec la commune d'Orval dans le Cher.

## Histoire

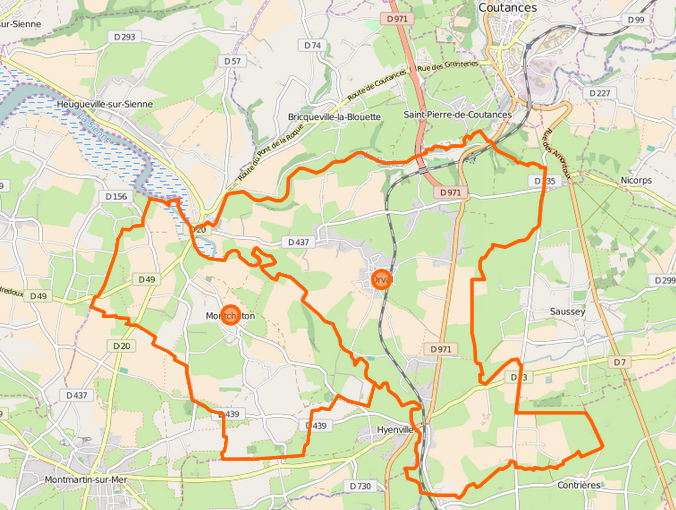
Les deux communes déléguées.

La commune est créée le 1er janvier 2016 par un arrêté préfectoral du 25 novembre 2015, par la fusion de deux communes, sous le régime juridique des communes nouvelles instauré par la loi no 2010-1563 du 16 décembre 2010 de réforme des collectivités territoriales. Les communes de Montchaton et Orval deviennent des communes déléguées et Orval est le chef-lieu de la commune nouvelle.

## Politique et administration

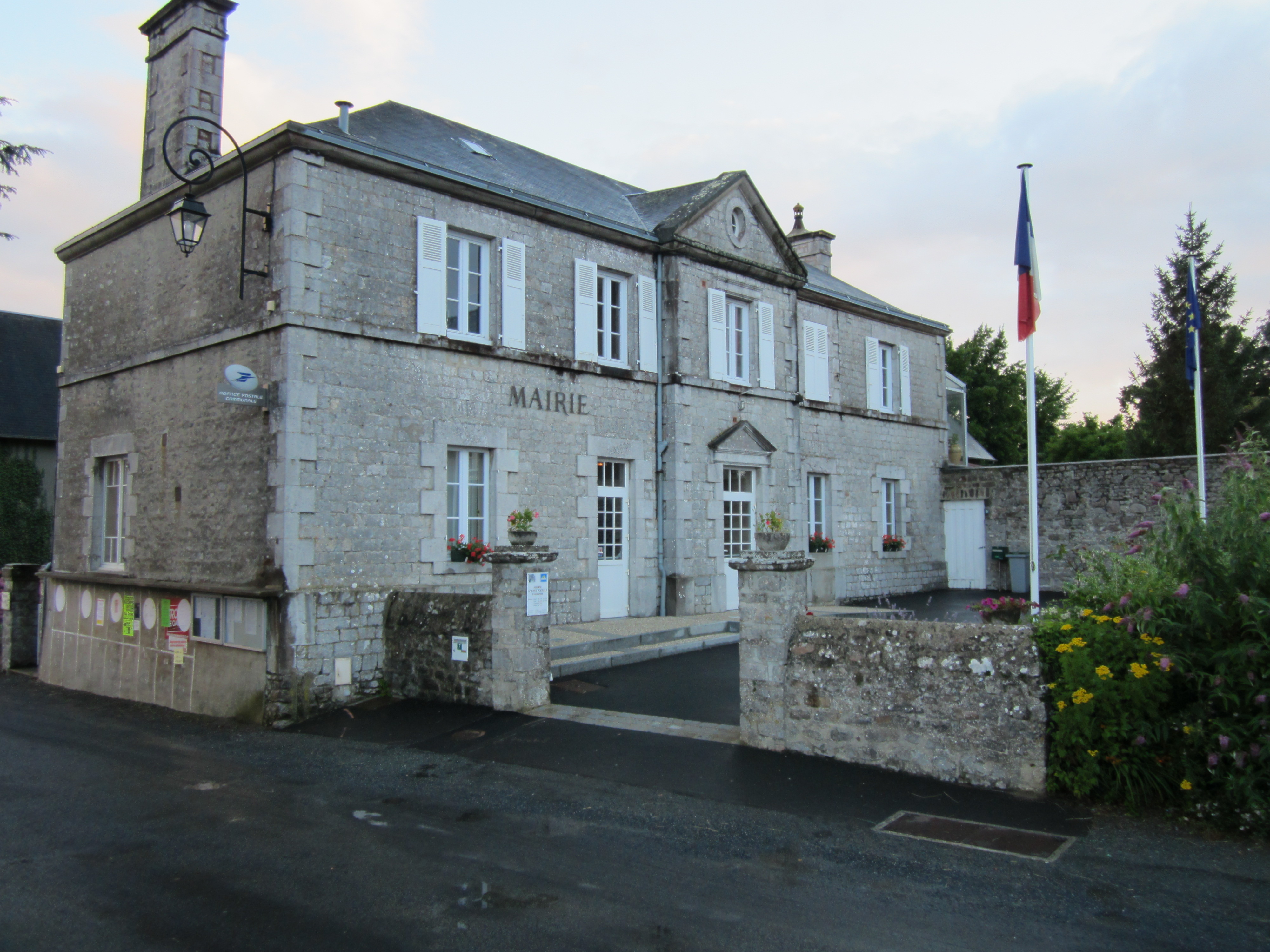
La mairie.

En attendant les élections municipales de 2020, le conseil municipal élisant le maire est composé des conseillers des deux anciennes communes.
| Période      | Période  | Identité    | Étiquette | Qualité                                      |
| ------------ | -------- | ----------- | --------- | -------------------------------------------- |
| janvier 2016 | En cours | Joël Doyère | SE        | Technicien commercial, maire délégué d'Orval |

## Démographie
L'évolution du nombre d'habitants est connue à travers les recensements de la population effectués dans la commune depuis sa création.
En 2022, la commune comptait 1 222 habitants, en évolution de +5,25 % par rapport à 2016 (Manche : −0,31 %, France hors Mayotte : +2,11 %).
| 2014  | 2015  | 2016  | 2021  | 2022  |
| ----- | ----- | ----- | ----- | ----- |
| 1 174 | 1 168 | 1 161 | 1 197 | 1 222 |

| Nom           | Code Insee | Intercommunalité           | Superficie (km2) | Population (dernière pop. légale) | Densité (hab./km2) |
| ------------- | ---------- | -------------------------- | ---------------- | --------------------------------- | ------------------ |
| Orval (siège) | 50388      | CC Coutances Mer et Bocage | 12,54            | 896 (2021)                        | 71                 |
| Montchaton    | 50339      | CC Coutances Mer et Bocage | 6,50             | 301 (2021)                        | 46                 |

## Culture locale et patrimoine

### Lieux et monuments

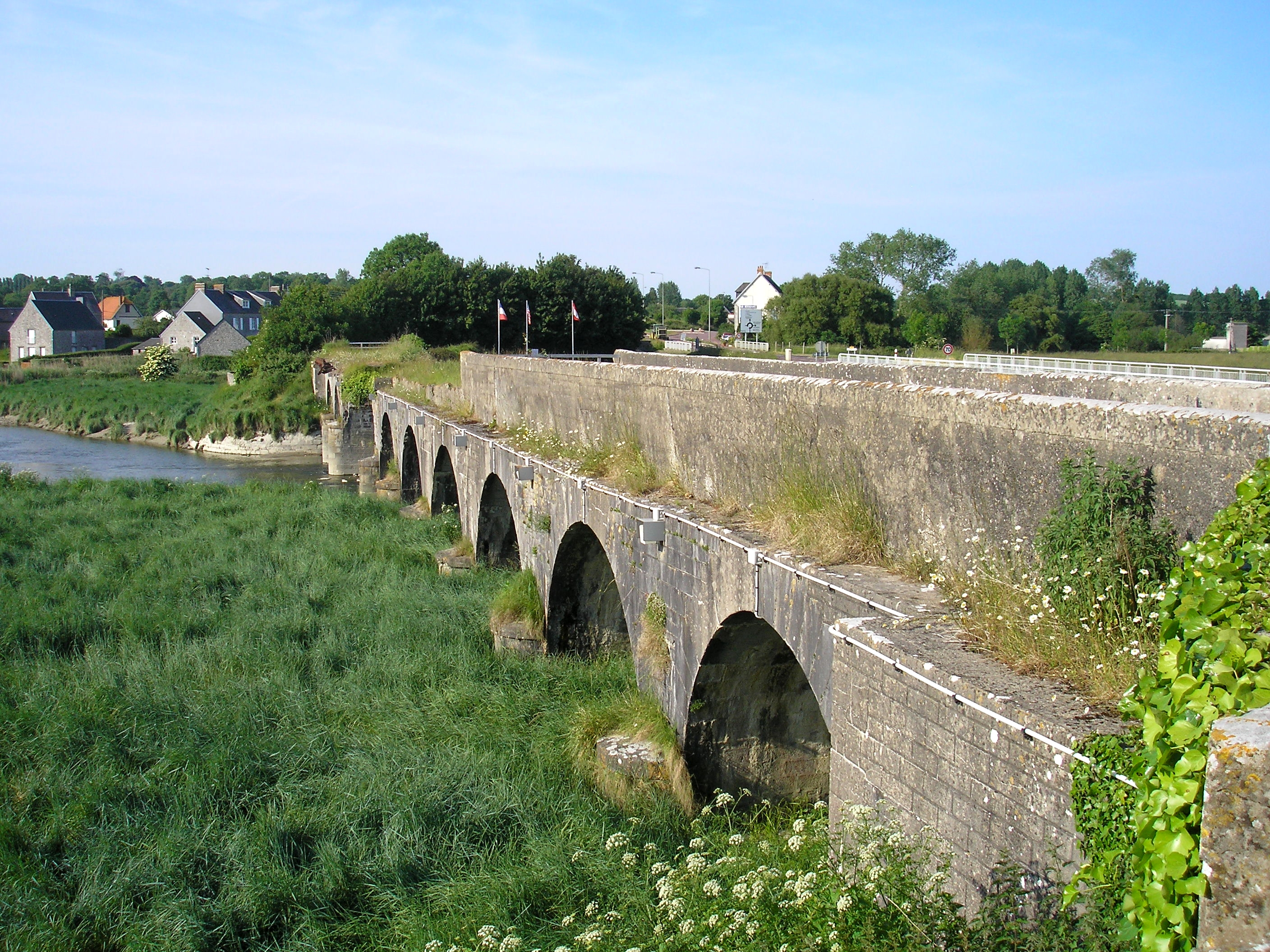
Le pont de la Roque.

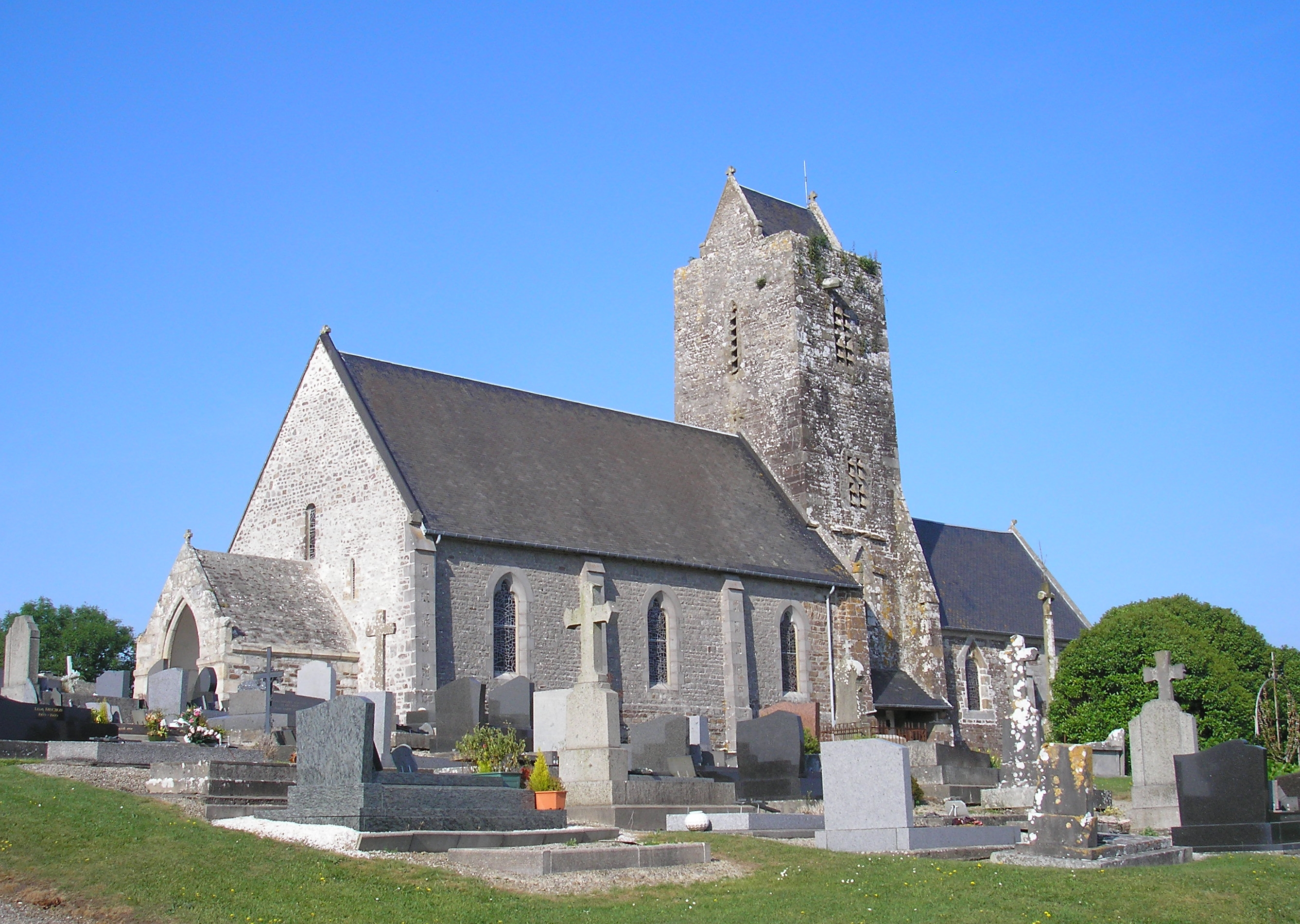
L'église Saint-Georges.

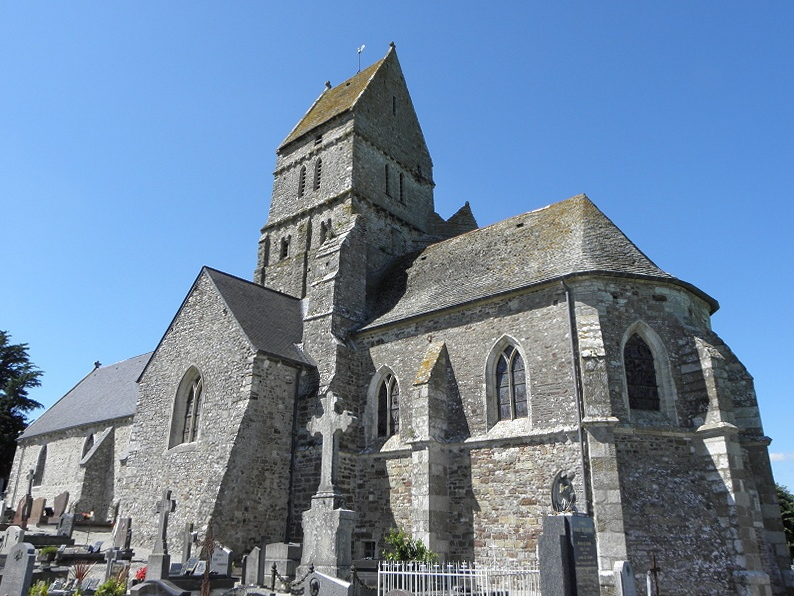
L'église Sainte-Hélène.

- Le pont de la Roque (XIXe siècle), en partie détruit en 1944, enjambe la Sienne qui marque la limite entre les deux communes déléguées.
- Église Saint-Georges, des XIe et XVe siècles, inscrite aux Monuments historiques[30]
- Église Sainte-Hélène XIe siècle, d'origine romane, classée Monuments historiques[31] : nef à voûte de bois (XIIe), crypte.
- Baie de Sienne, confluent de la Sienne et de la Soulles.
- Pont-Neuf (XVe), sur la Sienne.
- Butte de Follivent : panorama.
- Manoir d'Ymouville : propriété de la famille Le Conte d'Ymouville.
- Delles : point de vue.
- Fours à chaux.
- En 2006, une tombe à char a été découverte à Orval[32].

## Pour approfondir